# Левенец, Иван Прокопьевич
Левенец, Иван Прокофьевич (умер после 1727 года) — государственный и военный деятель Запорожского казачества, полтавский полковник периода осады Полтавы шведским королём Карлом XII (1709).

## Биография
Сын полтавского полковника Прокопия Левенца. Гетманом Самойловичем в 1685 году одновременно с отцом принят "под бунчук", в 1687 году поставлен полтавским полковым сотником.
В 1703 году избран полтавским полковником. Во время боевых действий на территории Запорожского казачества в годы Северной войны в конце 1708 года, когда гетман И. С. Мазепа принял сторону шведского короля Карла XII, сначала принял сторону Мазепы и хотел захватить в селе Жуках вдов Кочубея и Искры, чтобы отправить их к гетману. Однако затем выказал верность царю Петру I обороной в январе и марте 1709 года Полтавы и Ахтырки. Положение его в Полтаве было трудно, так как здесь было много сторонников Мазепы, да и сам Левенец, заподозренный в измене, не смог удержать за собой полковничества и был заменен Иваном Черняком.
Оставшись без уряда, Левенец просил нового гетмана И. И. Скоропадского о принятии его под «протекцию и оборону», и 20 ноября 1711 года он получил универсал на чин бунчукового товарища. После этого не занимал никакого служебного положения, жил в Полтаве до 1724 года, когда туда приехал А. И. Румянцев и предназначил его в число управителей Генеральной Войсковой Канцелярии . В феврале 1724 года получил назначение быть одним из трех правителей этого учреждения (вместе с И. Мануйловичем и Ф. Гречаным) и пробыл здесь по октябрь 1727 года. После этого Левенец возвратился в Полтаву, где вскоре и умер.

## Источник
- В. Модзалевский. Левенец, Иван Прокофьевич // Русский биографический словарь : в 25 томах. — СПб.—М., 1896—1918.